# Alma de camión
Alma de camión es el álbum debut de Alfredo Casero, publicado en 1996 por DBN. Este disco se realizó con la colaboración de Nicolás Posse, Javier Malosetti, Hernán Magliano, y la Kerosene Light Orchestra.

## Temas
| #  | Título                        | Autor (es)                                     | Tiempo |
| -- | ----------------------------- | ---------------------------------------------- | ------ |
| 1  | Marcha del Dr. Vaporeso       | Alfredo Casero - Javier Malosetti              | 2:17   |
| 2  | González Catán                | Alfredo Casero - Javier Malosetti              | 1:22   |
| 3  | Bailando en la Sociedad Rural | Alfredo Casero - Javier Malosetti              | 3:25   |
| 4  | Caballo de Tergopol           | Alfredo Casero - Hernán Magliano               | 1:21   |
| 5  | No me gusta hacer la cama     | Alfredo Casero - Javier Malosetti              | 4:46   |
| 6  | Papo toca en mango            | Alfredo Casero - Juan Blas Caballero           | 4:14   |
| 7  | Pobre soy                     | C.A. Perfetto                                  | 2:11   |
| 8  | Madrigal                      | Alfredo Casero - Javier Malosetti              | 4:31   |
| 9  | Charrasqueado                 | Jorge Negrete (Arreglado por Javier Malosetti) | 3:57   |
| 10 | Canción a la tuba             | Alfredo Casero - Javier Malosetti              | 5:20   |
| 11 | Batman                        | Alfredo Casero                                 | 1:59   |
| 12 | Estimulante                   | Alfredo Casero - Javier Malosetti              | 3:16   |
| 13 | Piba buena                    | Alfredo Casero - Hernán Magliano               | 1:28   |
| 14 | Samba do perro                | Alfredo Casero - Javier Malosetti              | 4:01   |
| 15 | Campos en flor                | Alfredo Casero - Javier Malosetti              | 4:04   |

## Músicos
- Alfredo Casero: voz, coros (4)
- Hernán Magliano: orquestación (1), secuencia (1), voz (1), guitarra (4, 13), coros (4)
- Nicolas Posse: orquestación (1), secuencia (1, 11), voz (1), coros (4), piano (8), teclados (8, 10, 14), arreglos de cuerdas (10), bajo (11), guitarra (11)
- Eugenio Perpetua: voz (1), coros (3, 5, 9, 11)
- Javier Malosetti: bajo (2, 3, 5, 8, 9, 10, 12, 14, 15), batería (2, 3, 5, 8, 9, 14, 15), guitarra eléctrica (3), guitarra acústica de 12 cuerdas (3, 15), contrabajo (5, 10), arreglo de vientos (5, 14), guitarra acústica (8, 9, 10, 14), bajo acústico (9), voz (10), percusión (14)
- Magalí Bachor: coros (3, 6, 11)
- Moltalbano: guitarra (4)
- Guillermo Romero: piano (5), teclados (12)
- Juan Cruz Urquiza: trompeta (5, 9), fugelhorn (14)
- Victor Scorupsky: saxo tenor (5), flauta (14)
- Beb Ferreyra: trombón (5)
- Juan Blas Caballero: programación (6), coros (6)
- Alex Batista: saxo alto (8)
- Nico Cota: tambourine (8), percusión (14)
- Quique Condomi: violín (9)
- Martín Ianaconne: cello (10)
- Mono Morello: secuencia (11)
- Mono Fontana: teclados (12)
- Sebastián Peyceré: batería (12)
- Grupo Luz Dorada: acompañamiento (7)

Gd. Roldán: teclados
C.A. Perfetto: guitarra
A. Ibarra: bajo
J.C. Mansilla: güiro
L.A. Pérez: timbales
L. Espinoza: tumbas